# Comarca
Pojem comarca je tradiční název pro dílčí územní celky Španělska a Portugalska. Definice slova comarca dle Španělské královské akademie (REAL ACADEMIA ESPAÑOLA) je „División de territorio que comprende varias poblaciones“ – část území, které zahrnuje několik obcí.
V současnosti existují comarky i v Panamě (bývalá španělská kolonie) a Brazílii (bývalá portugalská kolonie). V Panamě představují comarky chráněné území indiánských kmenů, comarky v Brazílii rozdělují území státu na soudní obvody.

## Obdobné správní celky v jiných státech
Comarca je výraz používaný výlučně na Pyrenejském poloostrově a státech, které byly v minulosti kolonizovány právě Španělskem či Portugalskem. Obdobný správní celek je v češtině okres, v němčině Bezirk resp. Kreis, v angličtině county nebo district a ve francouzštině canton.